# Beauraing
Cet article possède des paronymes, voir Beaurain (homonymie), Borin et Beaurains.
Beauraing (prononciation: /bo.ʁɛ̃/) (en wallon Biarin) est une ville francophone de Belgique située en Région wallonne dans la province de Namur.
La ville de Beauraing est née en 1977 de la fusion de Beauraing, Baronville, Dion, Felenne, Feschaux, Focant, Froidfontaine, Honnay, Javingue, Martouzin-Neuville, Pondrôme, Vonêche, Wancennes, Wiesme et Winenne. Elle porte officiellement le titre de ville depuis 1985 à la suite d'une proposition de loi de Robert Belot.
Les armoiries communales provenant d'une adaptation des armes de la famille de Beaufort-Spontin se décrivent comme un « parti, à dextre d'or à la bande coticée de gueules, à senestre burelé d'or et de gueules de dix pièces ». Elles ont été reconnues par arrêté du 30 avril 1999.
Lors du tour de France 1982, la ville accueille le départ de l'étape Beauraing-Mouscron. La ville est également le lieu d'un pèlerinage marial.

## Géographie
Longueur de la voirie :
- Chemins de grande communication : 57,174 km
- Chemins ordinaires : 141,881 km
- Chemins divers (empierrés, non goudronnés (agricoles ou empierrés)) : environ 330 km

### Sections
| #  | Nom                | Superficie. (km²) | Habitants (2020) | Habitants par km² | Code INS |
| -- | ------------------ | ----------------- | ---------------- | ----------------- | -------- |
| 1  | Beauraing          | 20,81             | 2.558            | 123               | 91013A   |
| 2  | Javingue           | 10,01             | 338              | 34                | 91013B   |
| 3  | Winenne            | 13,08             | 1.240            | 95                | 91013C   |
| 4  | Felenne            | 17,27             | 412              | 24                | 91013D   |
| 5  | Dion               | 12,61             | 503              | 40                | 91013E   |
| 6  | Feschaux           | 9,97              | 507              | 51                | 91013F   |
| 7  | Baronville         | 6,58              | 477              | 73                | 91013G   |
| 8  | Wiesme             | 7,43              | 285              | 38                | 91013H   |
| 9  | Martouzin-Neuville | 6,80              | 356              | 52                | 91013J   |
| 10 | Focant             | 9,57              | 417              | 44                | 91013K   |
| 11 | Honnay             | 14,33             | 369              | 26                | 91013L   |
| 12 | Froidfontaine      | 7,81              | 208              | 27                | 91013M   |
| 13 | Vonêche            | 9,08              | 287              | 32                | 91013N   |
| 14 | Wancennes          | 11,92             | 119              | 10                | 91013P   |
| 15 | Pondrôme           | 17,39             | 1.079            | 62                | 91013R   |

### Communes limitrophes
La commune est délimitée au sud-est par la province de Luxembourg et à l'ouest par la frontière française (à l'est de la pointe de Givet).
|                 | Houyet    | Rochefort         |
| Canton de Givet | Beauraing |                   |
|                 | Gedinne   | Wellin Daverdisse |

## Démographie

### Démographie: Avant la fusion des communes
- Source: DGS recensements population

### Démographie: commune fusionnée
En tenant compte des anciennes communes entraînées dans la fusion de communes de 1977, on peut dresser l'évolution suivante:
Les chiffres des années 1831 à 1970 tiennent compte des chiffres des anciennes communes fusionnées.
- Source: DGS , de 1831 à 1981=recensements population; à partir de 1990 = nombre d'habitants chaque 1 janvier[3]

## Histoire

### Antiquité
Il est certain que la région de Beauraing fut habitée dès l'Antiquité. En effet, des fouilles menées à la fin du XIXe siècle ont révélé l'existence d'une villa romaine à Wancennes.

### Moyen Âge
Le nom de Beauraing sous sa forme Bierant est mentionné pour la première fois dans les chartes de l'abbaye de Stavelot-Malmedy en 873. C'est probablement du Moyen Âge que date la construction du premier château, ce premier édifice peut être situé au XIIe siècle.

### De laRévolution françaiseà larévolution belge
Entre 1789 et 1830, de gros changements vont se produire pour la région. En premier lieu, il faut citer la révolution belge (ou brabançonne) qui s'oppose aux réformes de l'empereur Joseph II et qui va échouer faute d'une cohésion assez forte entre les habitants des ci-devant Provinces belgiques. Après diverses péripéties, dont l'incendie du château par les sans-culottes en 1793, l'ensemble des Pays-Bas autrichiens, ainsi que la principauté de Liège sont réunis à la République française en 1795.
Beauraing est alors propulsé chef-lieu de canton, non plus dépendant de Luxembourg mais bien de Namur et de son département de Sambre-et-Meuse. Dinant fait le lien entre les deux.
La justice républicaine que nous connaissons toujours est mise en place. La justice de paix a son siège à Beauraing, il a été transféré temporairement à Dinant le 29 septembre 2003. On peut citer comme juge de paix connu du début du XXe siècle, Dieudonné Smets (1828-1832), Paul Mathieux (1833-1836) ou Paul César (à partir de 1836).
Après la chute de Napoléon, alors que les départements belges formaient le royaume uni des Pays-Bas, Beauraing restait français, ce qui fut corrigé assez rapidement.

### De 1830 à 1914

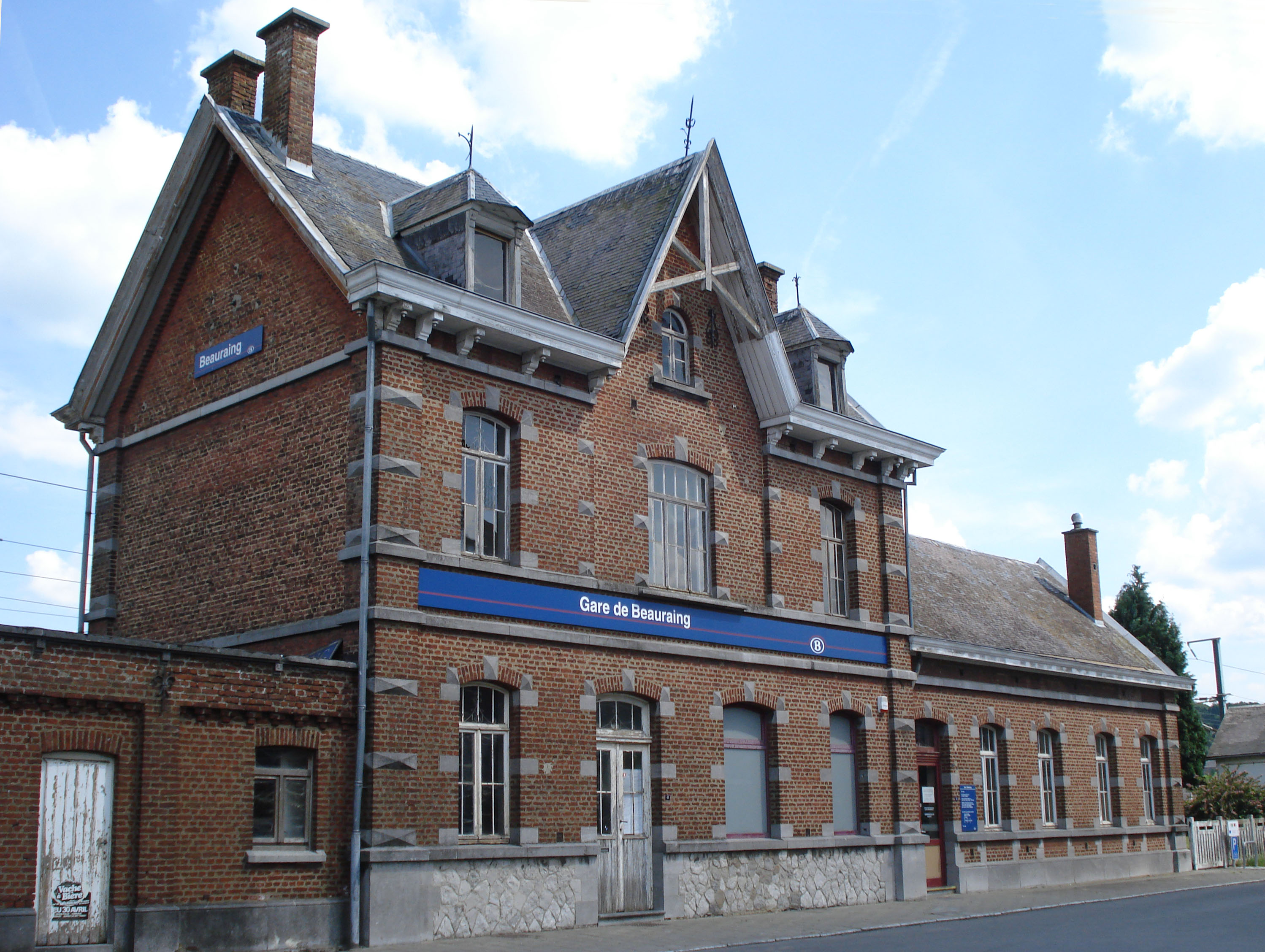
La gare.

L’année 1830 marque en Belgique l'indépendance vis-à-vis du royaume des Pays-Bas. Beauraing reste à cette époque un village rural. Le château est toujours en ruine depuis l'incendie de 1793.
Un essor va avoir lieu avec la restauration du château et l'arrivée à Beauraing de différents nouveaux corps de métiers. En effet, le duc Mariano d'Osuna (es) va entamer dans les années 1850 une restauration complète des ruines subsistantes. De plus, il va permettre la construction de demeures rue de Dinant par la vente d'une partie de son domaine. Les tanneries et les carrières sont en plein essor. La mort du duc en 1882 et les problèmes financiers de sa veuve vont amener à la vente du château. Au cours du déménagement des meubles, un incendie se produit (1889) et détruit le bâtiment. Seuls les murs restent. Depuis lors, de timides restaurations partielles ont eu lieu, mais elles n'ont jamais réussi à enrayer la ruine de l'ensemble.
La fin de cette période est marquée par l'arrivée du chemin de fer à Beauraing (ligne Dinant-Bertrix) et par la construction du quartier entre la gare et l'école moyenne (Athenée).

### La Première Guerre mondiale
La Première Guerre mondiale fut très cruelle, raison majeure de l'exode en masse au début de la Seconde Guerre mondiale.

### Entre-deux-guerres

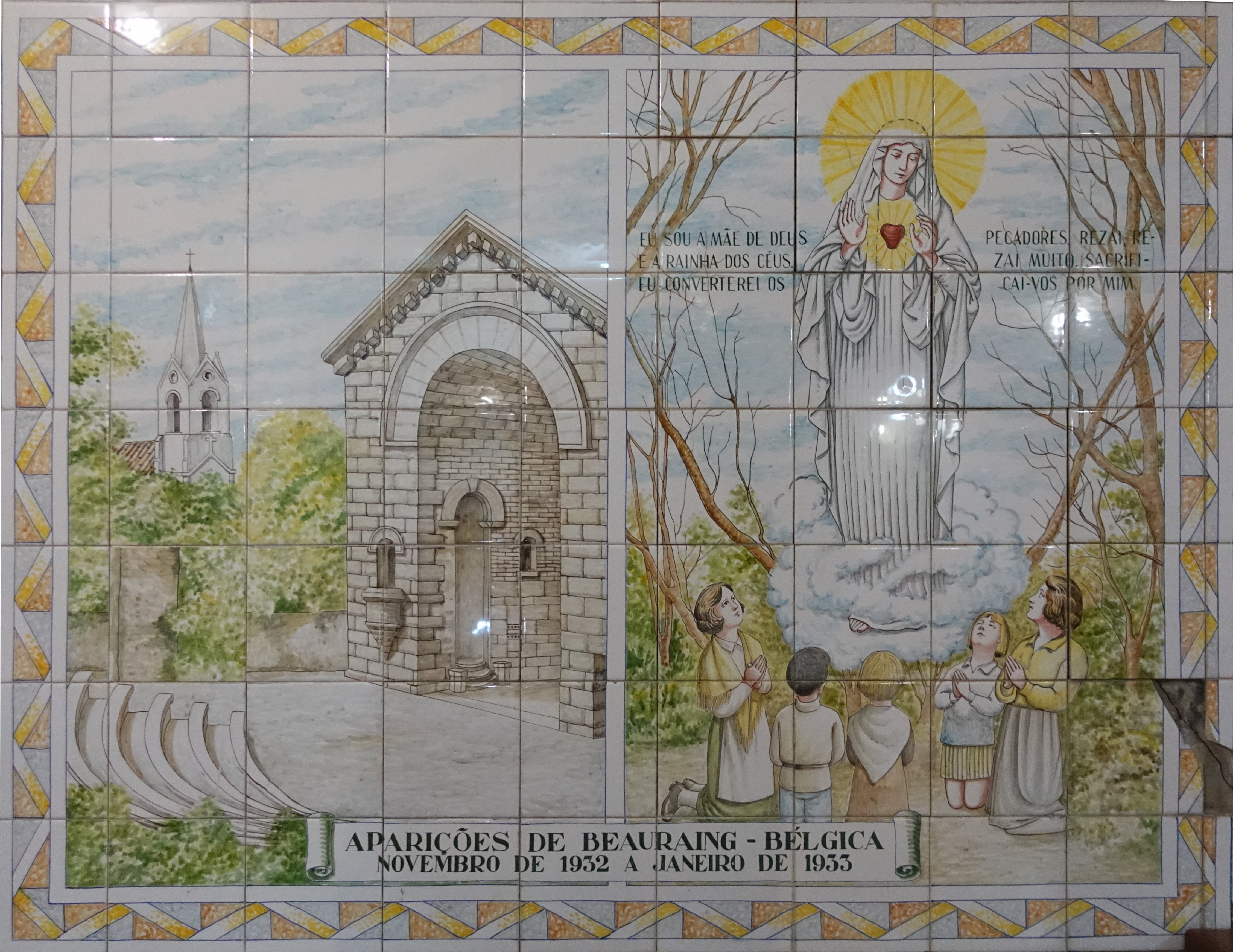
Azulejos représentant l'apparition (Ponte da Barca, Portugal).

Du 29 novembre 1932 au 3 janvier 1933, cinq enfants de Beauraing sont témoins d'une trentaine d'apparitions mariales,.
Ces événements entraînent durant, et après « les apparitions », une forte polémique dans la population entre les tenants de « la véracité des déclarations des voyants », et leurs opposants. Cette polémique a lieu à l'intérieur de l'Église catholique et en dehors. Après plusieurs enquêtes canoniques, l'autorité diocésaine décide de reconnaître les apparitions. Le culte à la Vierge est autorisé en 1943, et le caractère surnaturel des événements est officiellement reconnu en 1949. Avant même la reconnaissance officielle, des pèlerins se rendent déjà sur le site des apparitions pour y prier,,.

### Seconde Guerre mondiale
Au cours de la bataille de France, Beauraing est prise le 12 mai 1940 par les Allemands de la 32. Infanterie-Division.

## Héraldique
|  | La ville possède des armoiries qui lui ont été octroyées le 30 avril 1999. Blasonnement : Parti, à dextre d'or à la bande coticée de gueules, à senestre burelé d'or et de gueules de dix pièces. Source du blasonnement : Armorial des communes de la province de Namur. |

## Vie politique
Conseil et collège communal 2024-2030
Ci-dessous, le tableau des résultats des élections communales de 2024.
| Parti | Parti         | Voix (2024) | Voix (2018) | % (2024) | % (2018) | +/-   | Sièges  | +/- | Collège |
| ----- | ------------- | ----------- | ----------- | -------- | -------- | ----- | ------- | --- | ------- |
|       | EB            | 4.545       | 4.304       | 75,09%   | 70,59%   | 4.5 % | 17 / 21 | 1.0 | Oui     |
|       | ENSEMBLE      | 1.508       | -           | 24,91%   | -        | 0.0 % | 4 / 21  | 4.0 | Non     |
|       | VERT DEMAIN   | -           | 570         | -        | 9,35%    | 0.0 % | - / 21  | 1.0 | Non     |
|       | INT. CITOYENS | -           | 1.223       | -        | 20,06%   | 0.0 % | - / 21  | 4.0 | Non     |
| Total | Total         | 6 053       | 6 097       | 100 %    | 100 %    |       | 21      |     |         |

| Bourgmestre        | Marc Lejeune           | Les Engagés - Ensemble-Beauraing |
| 1er Échevin        | Benoît Rolland         | Les Engagés - Ensemble-Beauraing |
| 2e Échevin         | Pierre Dury            | MR - Ensemble-Beauraing          |
| 3e Échevin         | Cyrille Masset         | Ensemble-Beauraing               |
| 4e Échevine        | Caroline Brack         | Ensemble-Beauraing               |
| Présidente du CPAS | Ana Rodriguez Verdasco | Ensemble-Beauraing               |

| Fonction            | Nom |
| ------------------- | --- |
| Conseiller communal | Thierry Lambilotte Marc Leonard Bertrand Detal Régine Rochette Caroline Lisoir Sarah Wolf Cyprien Antoine Benoît Dalcette Pauline Rabeux-Tillieux Alain Barbier Emile Scaillet Mathis Manceau Ludovic Tonneau Xavier Charlier Geneviève Languillier |
| Majorité            | Énergies Beaurinoises (Alliance MR-Les Engagés) |
| Sièges EB Ensemble  | 21 17 4 |

### La fusion des communes
La volonté ministérielle de regrouper les communes dans des ensembles plus grands et plus aptes face aux dépenses, va être concrétisée par la fusion effective des différents villages repris au début de la page en janvier 1977.
En 1976, le regroupement des forces politiques villageoises crée trois grandes formations pour les premières élections de la nouvelle commune, Nouvelle commune (PSC) emmené par Albert Demars, 1er échevin de Beauraing, Intérêts communaux sud-Famenne emmené par Camille Brack, bourgmestre de Beauraing et Robert Belot, bourgmestre de Winenne, ainsi que la liste libérale, Union des communes, tirée par Jean Charlier, bourgmestre de Dion. À l'issue des élections, PSC et PS s'associent malgré les accords préélectoraux. Albert Demars est bourgmestre, Robert Belot est 1er échevin.
En 1982, l'alliance se renverse et le PSC est renvoyé dans l'opposition, le PS du sénateur Belot obtient le mayorat, le PRL Jean Charlier est premier échevin.
En 1988, deux listes libérales s'affrontent : l'une, officiellement PRL, emmenée par le Premier échevin Jean Charlier et une dissidente par le Docteur Mohymont. Le PS est toujours conduit par M. Belot et au PSC MM. Henri Haquin et Joseph Warscotte mènent campagne. Les résultats permettent une alliance 10 contre 9 entre la liste de M. Mohymont et le PSC. Le PS et le PRL sont dans l'opposition

### Le jumelage Beauraing-Seurre
Dans le cadre de l'Exposition universelle de 1958, la province de Namur est jumelée au département français de la Côte-d'Or. De son côté, Beauraing prend aussi part aux réjouissances en se jumelant avec la ville de Seurre. Pourquoi Seurre et pas une autre ville ? Plusieurs points communs ont déterminé ce choix. Un nombre d'habitants plus ou moins identique à l'époque (environ 2 700 personnes), chef-lieu de canton, un même saint patron, saint Martin, et des affinités dans la vie active, aussi bien dans le commerce, dans l'agriculture et l'élevage.
Le jumelage est concrétisé le 2e dimanche de septembre 1958, lors des fêtes communales de Beauraing et de l'anniversaire de la Libération de Beauraing et de Seurre. À partir de ce moment, un comité de jumelage sportif est fondé et tous les cinq ans, les clubs sportifs des deux entités se rencontrent.
Il existe à Seurre, une rue de Beauraing tout comme à Beauraing, le parc Houyet aménagé en place a pris le nom de place de Seurre.
Après un ralentissement constaté ces dernières années, ce jumelage est aujourd'hui relancé avec la visite à Beauraing en 2015 du maire de Seurre accompagné de certains adjoints et le séjour à Seurre du 13 au 16 mai 2016 d'une délégation beaurinoise menée par Mme Nathalie Septon, présidente du Comité des jeunes de Sevry, accompagnée, entre autres, du bourgmestre, des membres du Collège communal, du directeur général, de pompiers, et d'autres représentants du milieu associatif comme les clubs de volley, de football, cyclo et de course à pied et les comités de fêtes de Sevry et de la Petterie.

### Liste des bourgmestres de 1830 à aujourd'hui
- Jean-Claude Maene, de 2007 à 2013, (PS).
- Marc Lejeune, de 2013 à aujourd'hui, (CDH-Les Engagés).

## Patrimoine et culture

### Culture et religion

#### Culture

##### Cinéma
1933 : Les apparitions de Beauraing, documentaire de Francis Martin.

#### Religion catholique

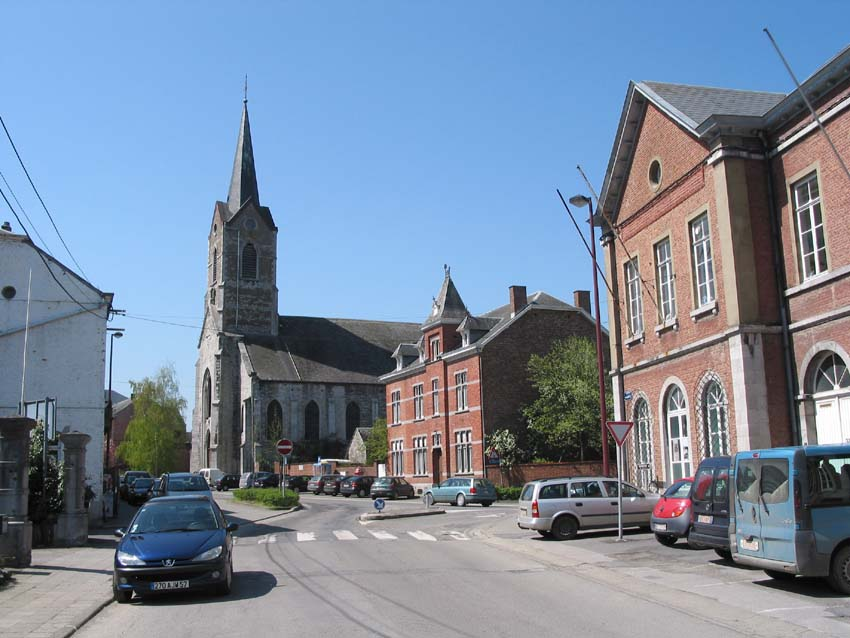
L'église et l'ancien hôtel de ville.

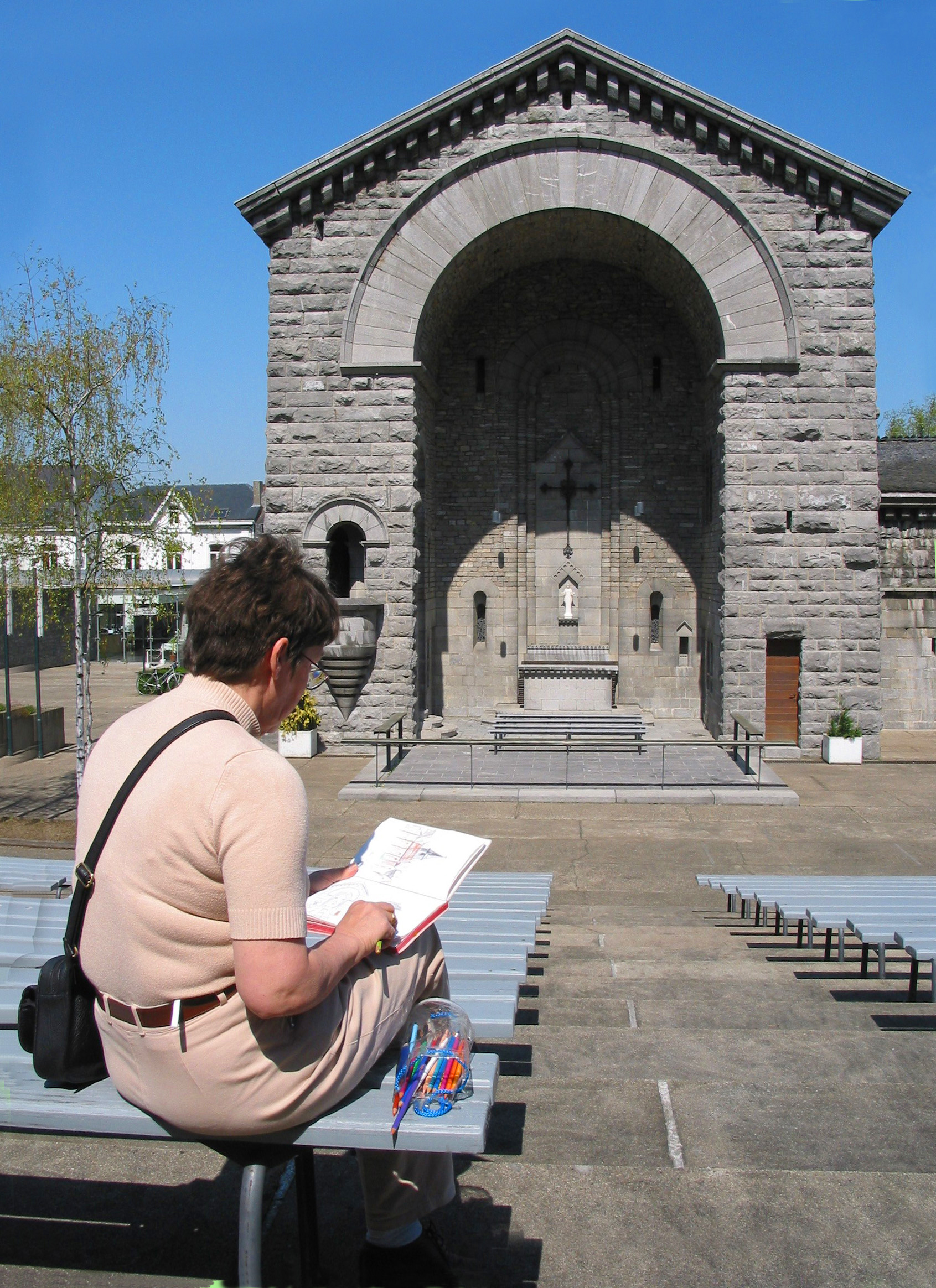
La chapelle mariale (architecte : Michel Claes).

##### Le doyenné et la paroisse Saint-Martin
L'église de Beauraing, dédiée à Saint Martin, a été consacrée le 10 novembre 1862 par Nicolas Dehesselle, elle est édifiée dans un style néo-gothique. L'ancienne église a été transformée en salle des fêtes. Elle est située non loin de la nouvelle.
Beauraing est le siège d'un doyenné. Le doyen est l'abbé Claude Bastin. Il comprend les villages et hameaux suivant Beauraing, Gozin, Baronville, Felenne, Honnay, Javingue-Sevry, Pondrôme, Vonêche, Wancennes, Winenne, Froidfontaine, Dion, Revogne, Ciergnon, Focant, Hour, Houyet, Martouzin-Neuville, Wanlin, Wiesme, Falmagne, Falmignoul, Feschaux, Finnevaux, Hulsonniaux, Mesnil-Église, Mesnil-Saint-Blaise.
Beauraing est le siège du doyenné principal qui couvre les doyennés de Gedinne, Rochefort et Wellin.

##### Liste des curés-doyens de Beauraing

###### Curé primaire, puis curés-doyens (1837) de Baronville
- 1803-1834 : abbé Mathieu Taziaux.
- 1854-1844 : abbé Julien-Joseph Parmentier.
- 1844-1855 : abbé Guillaume-Joseph Tagnon.
- 1855-1868 : abbé Melchior-Fernand-Joseph Louis.
- 1868-1870 : chanoine Jean-Joseph-Ghislain Duculot (curé de Beauraing et pas de Baronville).

###### Curés-Doyens de Beauraing
Par décision épiscopale du 1er mai 1870, le siège de la cure primaire du canton de Beauraing à Baronville est transféré à Beauraing. Le doyenné de Baronville devient le doyenné de Beauraing.
- 1870-1879 : chanoine Jean-Joseph-Ghislain Duculot.
- 1879-1898 : abbé Louis Guillaume.
- 1899-1921 : abbé Léon Guissart.
- 1919-1928 : abbé Adelin Tasiaux.
- 1928-1942 : abbé Léon Lambert.
- 1942-1970 : chanoine Raymond Lafontaine.
- 1970-1987 : abbé Albert Boeur.
- 1987-2005 : abbé Alphonse Arnould.
- 2005-2019 : abbé Claude Bastin.
- 2019-2020 : chanoine Joel Rochette (FF).
- 2020 : abbé Pierre Renard.

###### Vicaires
Liste incomplète des vicaires dans leur ordre d'arrivée. (Titre à leur décès).
- 1926-1929 : Charles-Marie Himmer, futur évêque de Tournai.
- 1929-1933 : abbé Gérard.
- ca. 1932-1933 : abbé Sommelette.
- …-1968 : abbé Jean Dauphin-Bâlon.
- 1968-1982 : abbé Joseph Monfort.
- 1982-1995 : abbé Philippe Guillaume.
- 1995-2005 : abbé Bruno Robberechts.
- 2005-auj. : abbé Alain Goffinet.
- 2005-2009 : abbé Jean-Urbain Ngombe-Masikini.

##### Notre-Dame de Beauraing

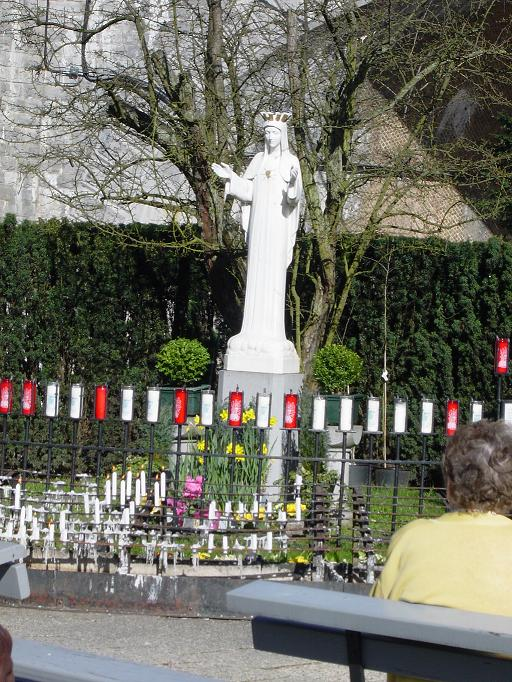
Statue de Notre-Dame de Beauraing, dans le sanctuaire.

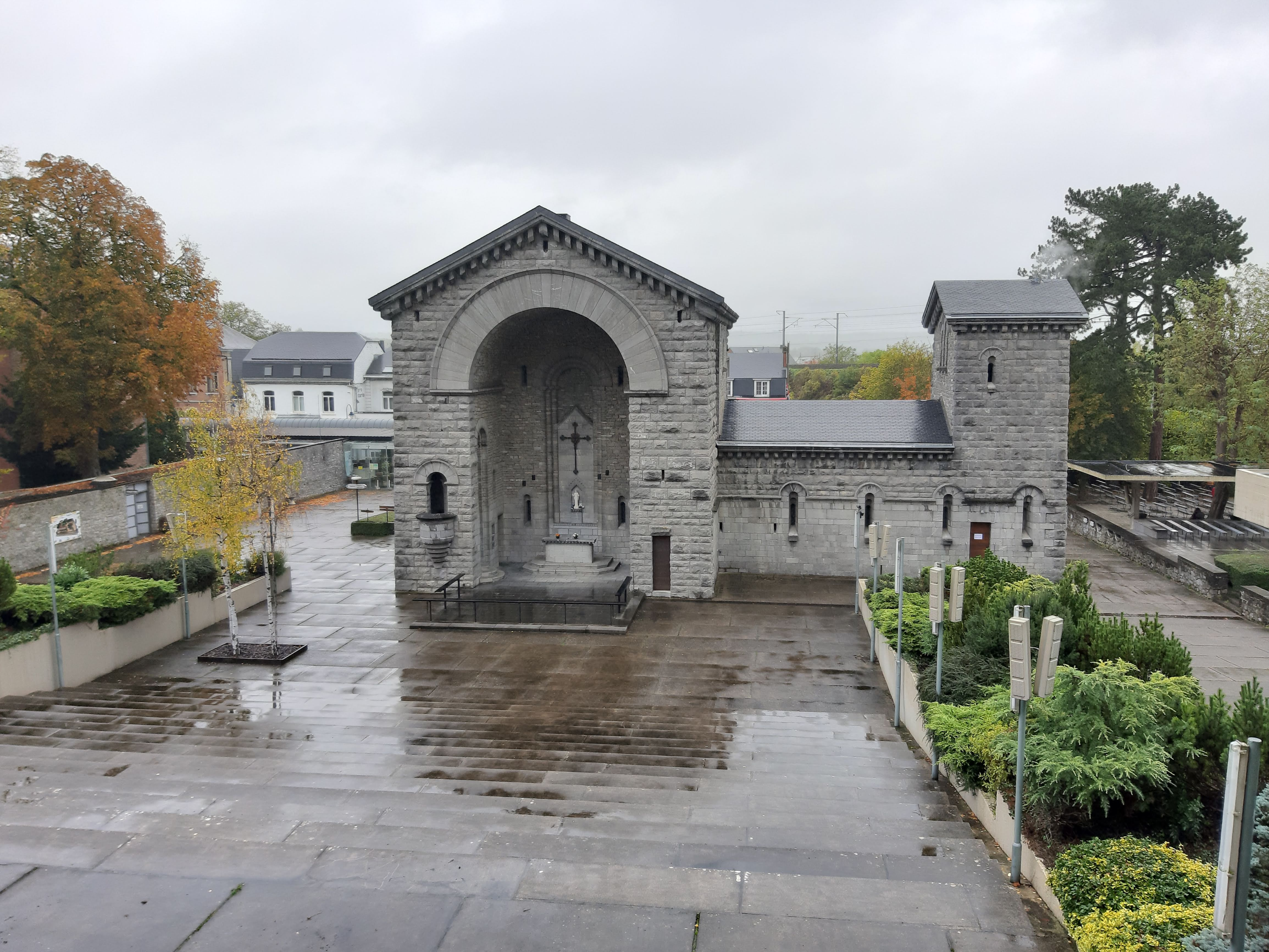
Vue de la chapelle du Sanctuaire.

Le sanctuaire est construit sur le site des apparitions de 1933.
La construction de la première chapelle débute en 1947, peu de temps avant la reconnaissance officielle des apparitions par l'Église catholique,. Cette chapelle est consacrée en 1954. D'autres lieux de cultes sont construits dans les années suivantes (la crypte, l'église supérieure), le site est aménagé, des bâtiments proches sont achetés par les responsables du sanctuaire pour accueillir et héberger les pèlerins. Le site s'étend et se développe jusqu'à la fin du XXe siècle,. Ensuite vient le temps des rénovations et opérations d’entretien liées au vieillissement des installations.
En 1985, le pape Jean-Paul II se rend en pèlerinage sur le lieu des apparitions. Il s'arrête au jardin des apparitions et rencontre les voyants et leurs familles, puis il célèbre une messe en plein air. En 2013, l'église du sanctuaire est élevée au rang de basilique mineure par le Vatican.
La Vierge est particulièrement célébrée, dans son sanctuaire et en dehors le 29 novembre, date anniversaire de la première apparition.

## Enseignement
Beauraing est un centre scolaire important dans la région. Plus de 3 000 élèves viennent chaque jour, dans le maternel, le primaire, le secondaire général, technique et professionnel, impliquant plus de 440 postes salariés dans l'enseignement.
Pour le primaire, outre les trois écoles « historiques » du centre-ville, une dizaine d'implantations dans les villages sont organisées par l'École fondamentale communale (Ville de Beauraing subventionnée par la Fédération Wallonie-Bruxelles).
Pour le secondaire, trois écoles se partagent la région, l'Athenée Royal « Norbert Collard », école de la Fédération Wallonie Bruxelles; l'Institut Notre-Dame du Sacré-Cœur (INDSC), école tenue par les sœurs de la doctrine chrétienne de Virton et l'Institut Notre-Dame (INDBG), anciennement tenu par les frères des écoles chrétiennes.
- L'Athenée Royal « Nobert Collard ».
- L'Institut Notre-Dame du Sacré-Cœur.
- L'Institut Notre-Dame.

## Économie

### Tourisme
Beauraing forme avec sept autres communes le Geopark Famenne-Ardenne, une aire géologique labellisée par l'UNESCO en 2018.

## Sports et vie associative

### Vie associative

#### Mouvements de jeunesse
- Les scouts de Beauraing : unité Notre-Dame de Beauraing.

## Personnalités
- Maurice Des Ombiaux (1868-1943), journaliste et écrivain.
- Auguste Buisseret (1888-1965), homme politique.
- Fernand Tonnard (1900-1979), enseignant et écrivain.
- Carlo Masoni (1921-2010), écrivain et poète.
- René Haquin (1941-2006), journaliste.
- André Wénin (1953-), théologien.
- Guy Dardenne (1954-), footballeur international belge.